# Płonia-Śmierdnica-Jezierzyce
Płonia-Śmierdnica-Jezierzyce – osiedle administracyjne Szczecina, będące jednostką pomocniczą miasta, położone na Prawobrzeżu, w południowo-wschodnim krańcu miasta.
Według danych z 22 czerwca 2014 w osiedlu na pobyt stały zameldowanych było 4007 osób.
Osiedle składa się z części miasta: Jezierzyce, Płonia i Śmierdnica.
Osiedle graniczy z 3 osiedlami: Bukowe-Klęskowo, Kijewo i Wielgowo-Sławociesze-Zdunowo.

## Samorząd mieszkańców
Samorząd osiedla Płonia-Śmierdnica-Jezierzyce został ustanowiony w 1990 roku. Rada Osiedla Płonia-Śmierdnica-Jezierzyce liczy 15 członków. 
W wyborach do rady osiedla 13 kwietnia 2003 udział wzięło 483 głosujących, co stanowiło frekwencję 15,73%. W wyborach do rad osiedli 20 maja 2007 roku udział wzięło 397 głosujących, co stanowiło frekwencję na poziomie 12,68%.